# Worldcon

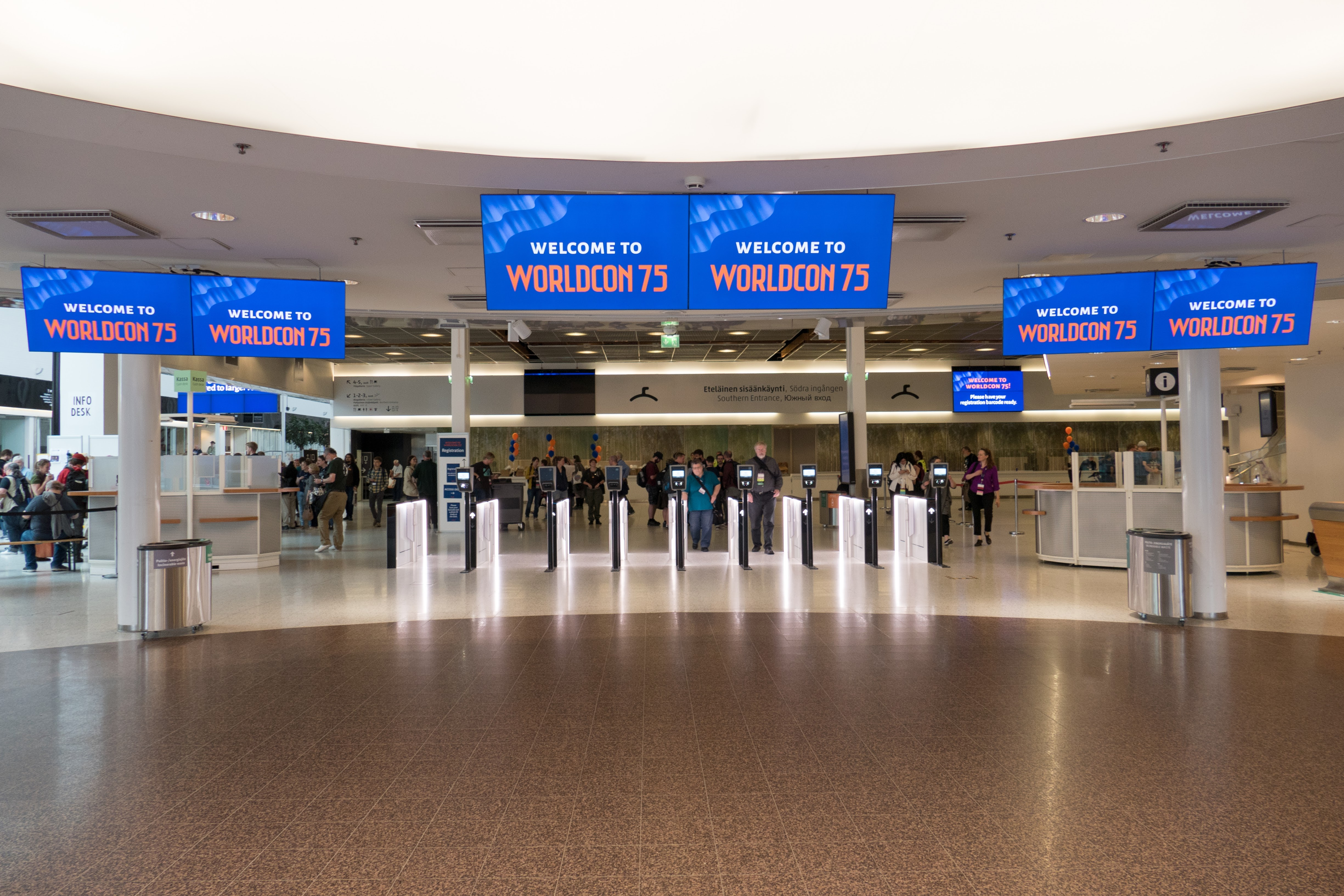
Eingangshalle der Worldcon 75 in Helsinki, 2017

Die World Science Fiction Convention (Worldcon) ist ein von der World Science Fiction Society (WSFS) seit 1939 an unterschiedlichen Orten und Ländern jährlich veranstaltetes Treffen von Science-Fiction-Fans. Die Convention gilt als größte weltweite Veranstaltung dieser Art mit regelmäßig mehreren tausend Teilnehmern (Obwohl der Genus der Übersetzung von Convention weiblich ist, wird im deutschsprachigen Raum die Veranstaltung traditionell meist als der Worldcon bezeichnet).
Der erste Worldcon fand vom 2. bis 4. Juli 1939 anlässlich der Weltausstellung in New York statt. In den beiden folgenden Jahren fanden zwei weitere Worldcons statt, doch wurden die jährlichen Versammlungen während des Zweiten Weltkriegs unterbrochen und erst 1946 wieder aufgenommen.
Die Teilnehmer der Veranstaltungen wählen aus den Bewerbern den Austragungsort des (aktuell) übernächsten Worldcons und haben Stimmrecht für die Verleihung der jährlich vergebenen Hugo Award, einem der bekanntesten Publikums-Preise im Bereich der Science Fiction und Fantasy.
Der einzige Worldcon, der bisher in Deutschland veranstaltet wurde, war 1970 die 28. World Science Fiction Convention in Heidelberg. Sie wird als Heicon ´70 oder nur Heicon bezeichnet. Sie wurde vom Science Fiction Club Deutschland ausgerichtet.
Der Worldcon 2020 (CoNZealand) in Wellington, Neuseeland, fand wegen der COVID-19-Pandemie als eine reine Online-Veranstaltung statt.

## Sprache
Worldcons sind eine US-amerikanische Erfindung und folgen sowohl in ihrer rechtlichen Form wie auch in den Aktivitäten amerikanischen bzw. angelsächsischen Gebräuchen. Viele Aktivitäten haben traditionelle Bezeichnungen bekommen, die entweder englisch sind oder mit englischen Abkürzungen arbeiten.
Aufgrund der Internationalität der Worldcons ist auch bei Veranstaltungen in nichtenglischsprachigen Ländern die gemeinsame Con-Sprache das Englische. Eine Vielzahl der Vorträge und Diskussionsforen werden in Englisch abgehalten.

## Veranstaltung und Aktivitäten
Über die Jahrzehnte hat sich ein typischer Kanon an wiederkehrenden Veranstaltungen und Aktivitäten entwickelt, die in jedem Jahr stattfinden. Dabei ist es die Entscheidung der Worldcon-Organisatoren, ob und wie die Themen ausgestaltet werden. Zu den typischen Aktivitäten und Veranstaltungen auf einem Worldcon gehören normalerweise (ohne darauf beschränkt zu sein):
- Aktivitäten zur Finanzierung von Fans und Wohltätigkeitsorganisationen (Auktionen zur Unterstützung von Fans, Blutspendeaktionen usw.).
- Kunstausstellungen mit Gemälden, Zeichnungen, Skulpturen und anderen Arbeiten, hauptsächlich zu Science-Fiction- und Fantasy-Themen.
- Autogrammstunden, literarische Bier- oder Kaffeetreffen („Kaffeeklatsches“), „Walks with the Stars“ und andere Gelegenheiten, bekannte Science-Fiction- und Fantasy-Autoren zu treffen.
- Preisverleihungen: Die Hugo Awards, der Astounding Award für den besten neuen Autor und der Lodestar Award für das beste Buch für junge Erwachsene. Chesley Awards.
- Kostüme – sowohl formelle Wettbewerbe (die „Maskerade“) als auch lässige „Hallenkostüme“ oder Cosplay.
- Tanzen – ein oder mehrere Tänze mit Live-Musik oder einem DJ. (LoneStarCon 3 hatte 2013 drei Tänze, darunter einen „Firefly Shindig-Contradance“ und einen Steampunk-Tanz.)
- Ausstellungen und Exponate – einschließlich Fotos von prominenten Fans und Autoren, historische Darstellungen, Informationen über Weltraum und Wissenschaft, lokale Informationen usw.
- Huckster-Raum, (Fan-Bezeichnung für einen Händler- oder Verkäuferraum) – ein großer Saal, in dem Fans Bücher, Spiele, Comics, Filme, Schmuck, Kostüme und andere Waren kaufen können.
- Die Fan Lounge (manchmal auch „Fanzine Lounge“ genannt) – Ein Ort zum Lesen, Austauschen, Mitmachen und Reden über Fanzines.
- Fan-Tische – an denen Fan-Organisationen und Vertreter anderer Conventions für ihre Gruppen werben.
- Filk und andere musikalische Darbietungen, Musikkreise und Workshops.
- Filme – meist ein unabhängiges Filmfestival sowie  andere Vorstellungen mit Science-Fiction-Filmen, Fernsehsendungen usw.
- Spiele – Live-Action- und Brettspiele, Kartenspiele und Rollenspiele.
- Live-Theateraufführungen (klingonische Oper, Produktionen von Rossums Universal Robots usw.).
- Podiumsdiskussionen (Panels) zu einer Vielzahl von Themen im Zusammenhang mit spekulativer Belletristik (SF); Filme, Audio und andere Medien; Kunst; grafische Geschichten; Fandom und fannische Hobbys; Wissenschaft, Technologie und Gesellschaft; Kostüme, Spiele und Musik.
- Gesellige Treffen in der „Con Suite“, in Kongressbars und auf Partys (in der Regel veranstaltet von anderen Converanstaltern oder -bewerbern, von Clubs, Verlagen oder Magazinen und auch von Privatpersonen).
- Reden oder andere Präsentationen der Ehrengäste und anderer Programmteilnehmer.
- Andere Veranstaltungen der World Science Fiction Society, einschließlich der Abstimmung über den Standort zukünftiger Worldcons und nordamerikanischer Science-Fiction-Conventions (Die NASFiCs, die dann abgehalten werden, wenn der Worldcon im jeweiligen Jahr nicht in den USA veranstaltet wird). Des Weiteren Beschlüsse zu etwaigen Änderungen der WSFS-Regeln, die auf WSFS-Geschäftstreffen während des Cons vorgenommen werden.

## Veranstaltungsorte
Historisch gesehen wurden die meisten Worldcons in den USA abgehalten. Ab dem späten 20. Jahrhundert fanden jedoch eine steigende Zahl von ihnen in anderen Ländern statt. Die 75. World Science Fiction Convention fand 2017 in Helsinki, Finnland („Worldcon 75“) statt. Der Worldcon 2018 fand in San Jose, Kalifornien, und der Worldcon 2019 in Dublin, Irland statt. Der Worldcon 2020 sollte in Neuseeland veranstaltet werden. Aufgrund der COVID-19-Pandemie handelte es sich dann jedoch um eine rein virtuelle Veranstaltung (nur über das Internet zugänglich).
Die erste Worldcon, die außerhalb der USA stattfand, war der sechste und wurde 1948 in Toronto in Kanada abgehalten. Der erste außerhalb Nordamerikas war die 15. World Science Fiction Convention, 1957 in Bayswater in der Nähe von London. Der Worldcon 2007 im japanischen Yokohama war der erste, der in Asien stattfand. Andere Nicht-US-Worldcons, die im 21. Jahrhundert abgehalten wurden, waren der Worldcon 2003 in Toronto, Ontario, Kanada, der Worldcon 2005 in Glasgow, Schottland, der Worldcon 2009 im kanadischen Montreal (Provinz Quebec). In den letzten 10 Jahren z. B. auch noch die Worldcons 2010 in Melbourne, Australien und der Worldcon 2014 in London, Großbritannien.
Standorte für zukünftige Worldcons werden durch Abstimmung der Worldcon-Mitglieder festgelegt. Worldcons bis 1970 wurden ein Jahr im Voraus ausgewählt, von 1971 bis 1986 dann zwei Jahre im Voraus, von 1987 bis 2007 jeweils drei Jahre im Voraus, und dann von 2008 bis heute wieder zwei Jahre vor der stattfindenden Veranstaltung. Während des Worldcons 2011 in Reno wurde beispielsweise San Antonio als Gastgeber des Worldcon 2013 ausgewählt. Die Änderungen der Regeln zur Verlängerung oder Verkürzung des Zeitraums wurden umgesetzt, indem zwei künftige Worldcons auf den Konventionen von 1969 und 1984 ausgewählt wurden, und die Konvention von 2005 gar keinen wählte.
Um sicherzustellen, dass die Worldcons an verschiedenen Orte stattfinden werden, schreiben die WSFS-Regularien vor, dass alle vorgeschlagenen Standorte mindestens 800 km vom Ort desjenigen Worldcons entfernt sein müssen, an dem die Auswahlabstimmung stattfindet.
Wenn ein Worldcon außerhalb Nordamerikas abgehalten wird, kann im selben Jahr auch eine nordamerikanische Science-Fiction-Konvention, die NASFiC innerhalb Nordamerikas abgehalten werden. Seit 1975 verwaltet die WSFS bei jeder Auswahl eines Worldcon-Standorts außerhalb Nordamerikas ein paralleles Standortauswahlverfahren für die NASFiC, über das die WSFS-Mitglieder ein Jahr vor der voraussichtlichen NASFiC auf dem Worldcon (oder der NASFiC, falls es eine gibt) abgestimmt haben.
Während der Worldcon 2014 in Großbritannien stattfand, wählten Mitglieder des Worldcons 2013 in San Antonio Detroit als Standort der NASFiC 2014 und Spokane, Washington, als Standort des Worldcon 2015 aus.
Im Jahr 2020 fand die 78. Worldcon in Wellington, Neuseeland, statt. Aufgrund der COVID-19-Pandemie kündigten die Organisatoren im März 2020 an, dass es sich um einen „virtuellen“ Con mit Teilnehmern und Diskussionsteilnehmern handeln werde, die per Videotechnologien am Worldcon teilnehmen.
Im Jahr 2021 wird der 79. Worldcon in Washington, DC, stattfinden. Im Jahr 2022 wird der 80. Worldcon in Chicago, Illinois, veranstaltet. Dies wurde auf dem Worldcon 2020 angekündigt, der von den Mitgliedern der 78. Worldcon ausgewählt wurde. Dschidda in Saudi-Arabien war der andere konkurrierende Standort.
Eine Gruppe von Schriftstellern und Offiziellen der Worldcons hat im Vorfeld einen offenen Brief gegen Saudi-Arabiens Angebot zur Ausrichtung der World Science Fiction Convention 2022 unter Berufung auf Menschenrechtsverletzungen und diskriminierende Gesetze unterzeichnet.
Derzeit kandidieren Cheng-du (China) und Memphis (Tennessee) für 2023. Bewerber für 2024 ist Glasgow, Schottland; Interessenten für 2025 sind Brisbane, Australien und Seattle, Washington. Dschidda, Saudi-Arabien, hat seine Kandidatur für 2026 erneuert.
Eine ausführliche Liste aller veranstalteten Worldcons findet sich in der englischsprachigen Wikipedia.

## Teilnahme
Für die Teilnahme an einem Worldcon ist eine ungewöhnliche rechtliche Konstruktion gewählt worden. Teilnehmer müssen für die jeweilige Veranstaltung zeitlich befristet Mitglied der World Science Fiction Society (WSFS) werden (Dies ist auch die einzige Möglichkeit, überhaupt Mitglied der WSFS zu werden). Diese Mitgliedschaft umfasst dann, je nach Art der Mitgliedschaft, unterschiedliche Rechte in Bezug auf die Veranstaltung.
Nach den aktuellen Regeln der WSFS gibt es drei verschiedene Formen der Mitgliedschaft: die Unterstützung einer Kandidatur (Pre-Supporting Membership), die das Recht der Wahl eines Worldcons umfasst, die Supporting-Membership, die den Vorschlag und die Teilnahme zur HUGO-Wahl sowie die schriftlichen Informationen vor dem stattfindenden Worldcon beinhaltet, sowie die volle Mitgliedschaft, die Attending-Membership, die zur Teilnahme am Con selber berechtigt. Für die Teilnahme am 2020 in Wellington Neuseeland wegen der Corona-Pandemie rein virtuell stattfindenden Worldcons war ebenfalls die volle Mitgliedschaft notwendig.
Traditionell ist eine Umwandlung der jeweiligen Arten der Mitgliedschaften innerhalb bestimmter Fristen mit teils deutlichen Preisnachlässen versehen. Entsprechend sind die Kosten einer Mitgliedschaft unterschiedlich. Für den 2021 stattfindenden DisCon III in Washington, DC. betragen die Preise für eine Supporting Membership 50 US$, für eine volle Mitgliedschaft mit der Berechtigung zur Teilnahme 200 US$. Die jeweiligen Veranstalter können Nachlässe gewähren, z. B. für Jugendliche oder ganze Familien. Auch reduzierte Preise für erstmalige Teilnehmer an einem Worldcon werden in den letzten Jahren angeboten.
Pre-Supporting-Memberships, die vor Auswahl einer Standorts gekauft werden können, bieten durch den Upgrade preisliche Vorteile, beinhalten aber auch das Risiko, dass der unterstützte Austragungsort bei der Wahl gar nicht zum Zuge kommt. Derartige Unterstützungs-Mitgliedschaften kosten typischerweise 10 Euro oder 10 US$.

## Preisverleihungen
Die World Science Fiction Society (WSFS) verwaltet und überreicht die Hugo Awards, die älteste und angesehenste internationale Publikums-Auszeichnung für Science Fiction und Fantasy in englischer Sprache. Die Auswahl der Empfänger erfolgt durch Abstimmung der Worldcon-Mitglieder bzw. Teilnehmer. Zu den Kategorien gehören u. a. Romane und Kurzgeschichten, Kunstwerke, dramatische Präsentationen sowie verschiedene professionelle und SF-Fandom-Aktivitäten.
Die Verleihung weiterer Auszeichnungen während des Worldcons liegt im Ermessen des jeweiligen Komitees Dies beinhaltete häufig die nationalen SF-Preise des Gastlandes, wie z. B. des japanischen Seiun-Preises im Rahmen von Nippon 2007 oder der Prix Aurora-Preise im Rahmen vom Anticipation-Con im Jahr 2009. Obwohl nicht vom Worldcon-komitee veranstaltet, werden der Astounding-Award für den besten neuen Schriftsteller meist ebenfalls in diesem Rahmen überreicht. Dies gilt auch für Preise wie den Sidewise Award, die  Chesley Awards oder der Prometheus Award.

## World Science Fiction Society (WSFS)
Der Name „Worldcon“ gehört der World Science Fiction Society (WSFS), einer nicht rechtsfähigen literarischen Gesellschaft (nach deutschem Recht in etwa ein nichteingetragener Verein), deren Ziel die Förderung des Interesses an Science Fiction ist. Die WSFS hat keine ständigen Mitarbeiter, nur kleine ständige Komitees und eine große Mitgliederzahl, die sich aus den Mitgliedern des jeweils aktuellen Worldcons zusammensetzt.
Seine Hauptaktivitäten sind das Auswahlverfahren (Abstimmungsverfahren) für die jährliche Tagung und die Vergabe der verschiedenen Auszeichnungen.
Die Kongresse selbst werden von gemeinnützigen, freiwilligen Fanorganisationen organisiert und durchgeführt, die sich um die Ausrichtung der Veranstaltung bewerben. Die WSFS-Satzung selbst wird von der Jahreshauptversammlung, die als „business meeting“ („Geschäftstreffen“) bekannt ist und auf dem jeweiligen Worldcon abgehalten wird, in der Regel als dreitägige Sitzung an aufeinanderfolgenden Tagen erörtert und bei Bedarf geändert.
Alle anwesenden Mitglieder der Worldcons können am business meeting teilnehmen, mitdiskutieren und abstimmen, obwohl dies in der Praxis nur eine kleine Anzahl der Mitglieder tatsächlich tut.
Die WSFS-Satzung enthält Regeln für die Standortauswahl, für die Hugo Awards und für eventuelle Änderungen selbst. Das business meeting setzt auch eine Reihe von Ad-hoc-Ausschüssen ein, die sich mit der Überprüfung von Änderungen und bestimmten Verwaltungsfunktionen befassen können. Das einzige ständige Komitee der WSFS (im Gegensatz zum Business Meeting) ist das „Mark Protection Committee“ (MPC), das für die Aufrechterhaltung der Marken und Domainnamen der Gesellschaft verantwortlich ist.

## Ehrengäste
Jedes Worldcon-Komitee wählt eine Reihe von Ehrengästen für die Convention aus. Typischerweise sind es Autoren oder Ehrengäste aus der Gruppe der Science-Fiction-Fans.
Viele Worldcons haben aber auch Künstler, Herausgeber und Wissenschaftler als Ehrengäste, und die meisten haben auch einen (wie im angelsächsischen üblich) Toastmaster für die Eröffnungs- und Abschlusszeremonie sowie die Hugo-Preisverleihung. Einige Cons haben zwei oder sogar drei Autorenehrengäste.
Während andere SF-Cons-Gäste auf der Grundlage der aktuellen Popularität auswählen, sind bei Worldcons in der Regel Ehrengäste als Anerkennung für ihr Lebenswerk auf dem Gebiet der SF oder Fantasy eingeladen.
Während dies natürlich oft bekannte Persönlichkeiten sind, wählen einige Komitees auch bewusst weniger bekannte Figuren aus, gerade weil das Komitee der Ansicht ist, dass die Leistungen des Gastes mehr Anerkennung von der Gemeinschaft der Fans verdient.
Die Auswahl wird von Autoren und Fans als Anerkennung für die Lebensleistung behandelt. Aus diesem Grund besteht die Tradition darin, es nur an diejenigen zu vergeben, die seit mindestens 20 Jahren bedeutende Beiträge leisten.
Ehrengäste erhalten im Allgemeinen Reisekosten, Mitgliedschaft und einen kleinen Tagessatz vom Worldcon-Veranstalter, aber kein Honorar für ihren Auftritt. Um Gäste unmittelbar nach der Standortauswahl bekannt geben zu können, wählen die Bewerbungs-Komitees einen oder mehrere Gäste schon vor der tatsächlichen Standortauswahl aus.
Dabei halten es viele Fans für unangemessen, dass potentielle Veranstalter auf der Grundlage ihrer ausgewählten Gäste für sich Werbung machen.
Daher geben die Organisationskomitees auch erst nach der Abstimmung bekannt, wer ihre Gäste sind, und die unterlegenen Bewerber verraten im Allgemeinen nicht, wen sie eingeladen hätten.
Diese Frage wird normalerweise mit der gleichen Diskretion behandelt wie die Gewinner der Hugo Awards, bei denen nur wenige Personen im Vorhinein wissen, wer die persönlich anwesenden Gäste sein werden.